# Dynamische Instabilität der Mikrotubuli
Unter dynamischer Instabilität der Mikrotubuli versteht man den dynamischen Auf- und Abbau von Mikrotubuli.
Mikrotubuli besitzen zwei unterscheidbare Enden, die als positiv und negativ bezeichnet werden. Dabei wird das Ende am Rand der Zelle (Zellperipherie) als positiv bezeichnet, das Ende im microtubule organizing center (MTOC) nahe dem Zellkern als negativ.
Unter geeigneten Bedingungen lagern sich einzelne Tubulinmoleküle mit fest gebundenem Guanosintriphosphat (GTP) an das positive Ende der Mikrotubuli an, wodurch diese wachsen (Polymerisation). Nach kurzer Zeit wird das GTP per Hydrolyse zu Guanosindiphosphat (GDP) abgebaut. Es bleibt jedoch weiterhin an das Tubulin gebunden. Hierdurch entsteht eine Kappe aus GTP-Tubulinen auf der positiven Seite der Mikrotubuli, auf die in Richtung des negativen Endes eine lange Kette aus GDP-Tubulinen folgt (siehe linke Grafik).
Der Abbau (Depolymerisierung) findet statt, wenn die Hydrolyse schneller voranschreitet, als neues GTP-Tubulin gebunden wird. In diesem Fall kann es passieren, dass das GTP des letzten Tubulinmoleküls in der Kette zu GDP zerfällt, wodurch der Mikrotubulus rapide depolymerisiert (engl. catastrophe). Die Depolymerisation wird erst dann unterbrochen, wenn ein neues GTP-Tubulin an den zerfallenden Strang bindet und sich eine neue GTP-Tubulin-Kappe ausbildet (engl. rescue, siehe rechte Grafik).